# Renault 12
Renault 12 — небольшой семейный седан, выпущенный в 1969 году французской компанией Renault с целью заполнить разрыв между моделями Renault 6 и 16. В 1970 году последовали универсал и спортивная версия Gordini. Простой автомобиль с проверенным двигателем обеспечил компании широкий охват нижнего и среднего сегментов рынка.
Renault 12 начинался как проект под кодом 117 и был призван заменить Renault 8 и 10. Новая модель позиционировалась ниже Renault 16, который был очень прогрессивным для своего времени автомобилем благодаря кузову хетчбэк. Но консервативным покупателям требовалось что-то более привычное и новый автомобиль стал традиционным седаном, хотя, и с передним приводом, и с современным кузовом, для привлечения более широкой аудитории.
Летом 1969 года человек впервые ступил на Луну. И в такой же возвышенной космической атмосфере проходил показ Renault 12 накануне Парижского автосалона. Прессе представили двенадцать экземпляров совершенно нового автомобиля в зале с двенадцатью знаками зодиака на стенах. Благодаря дымке, выпущенной над презентационным залом, казалось, что автомобили парят в пространстве.
Во множестве самых разных версий Renault 12 производился по всему миру. Во Франции последний автомобиль покинул конвейер в 1980 году, в других же странах, производные базовой модели выпускалась вплоть до 2006 года.

## Кузов и оборудование

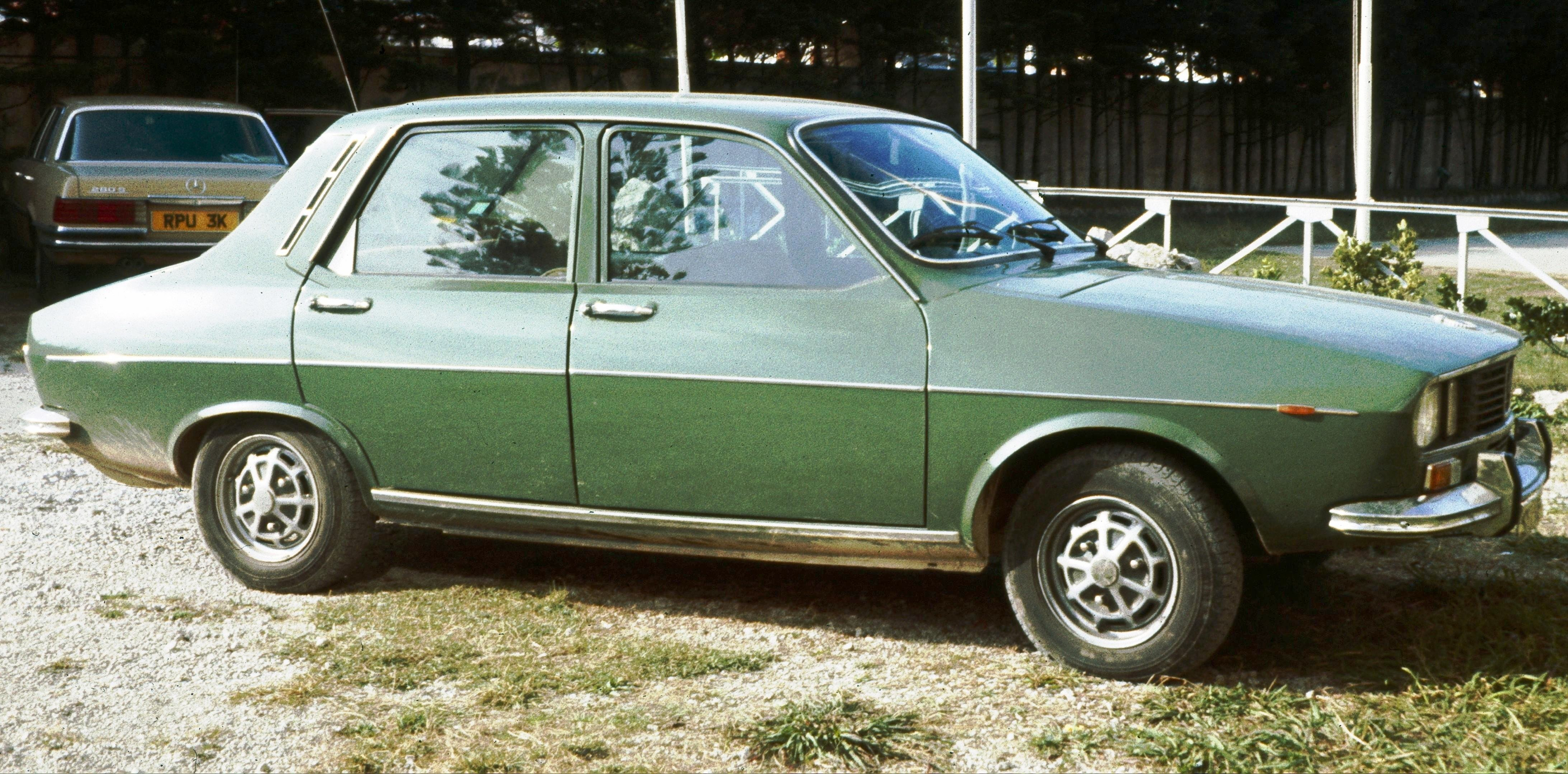
Седан Renault 12

Команду дизайнеров по разработке нового автомобиля возглавил Гастон Жюше (англ. Gaston Juchet), создатель Renault 16. Их отправной точкой стала концепция небольшого купе, разработанного Робертом Бройером (Robert Broyer), который нарисовал автомобиль в форме стрелы и сделал его масштабную модель. Руководство попросило его преобразовать базовую конструкцию этого стреловидного прототипа в серийную модель.
Так родился седан с покатой крышкой багажника, симметрично отражающей передок. По воспоминаниям Бройера, это было вызвано конструкцией задней оси, которая не позволяла перевозить большой вес. Таким образом, багажное отделение в задней части не могло стать слишком высоким.
На первых прототипах у машины было три фары, две справа и одна слева. Асимметричного головного света в то время еще не было и третья фара была нужна для лучшей видимости вперёд. Вскоре от такой оригинальной идеи отказались. Руководство хотело, чтобы передняя часть показывала семейную связь с предыдущими моделями компании, так что, была разработана прямоугольная передняя оптика..

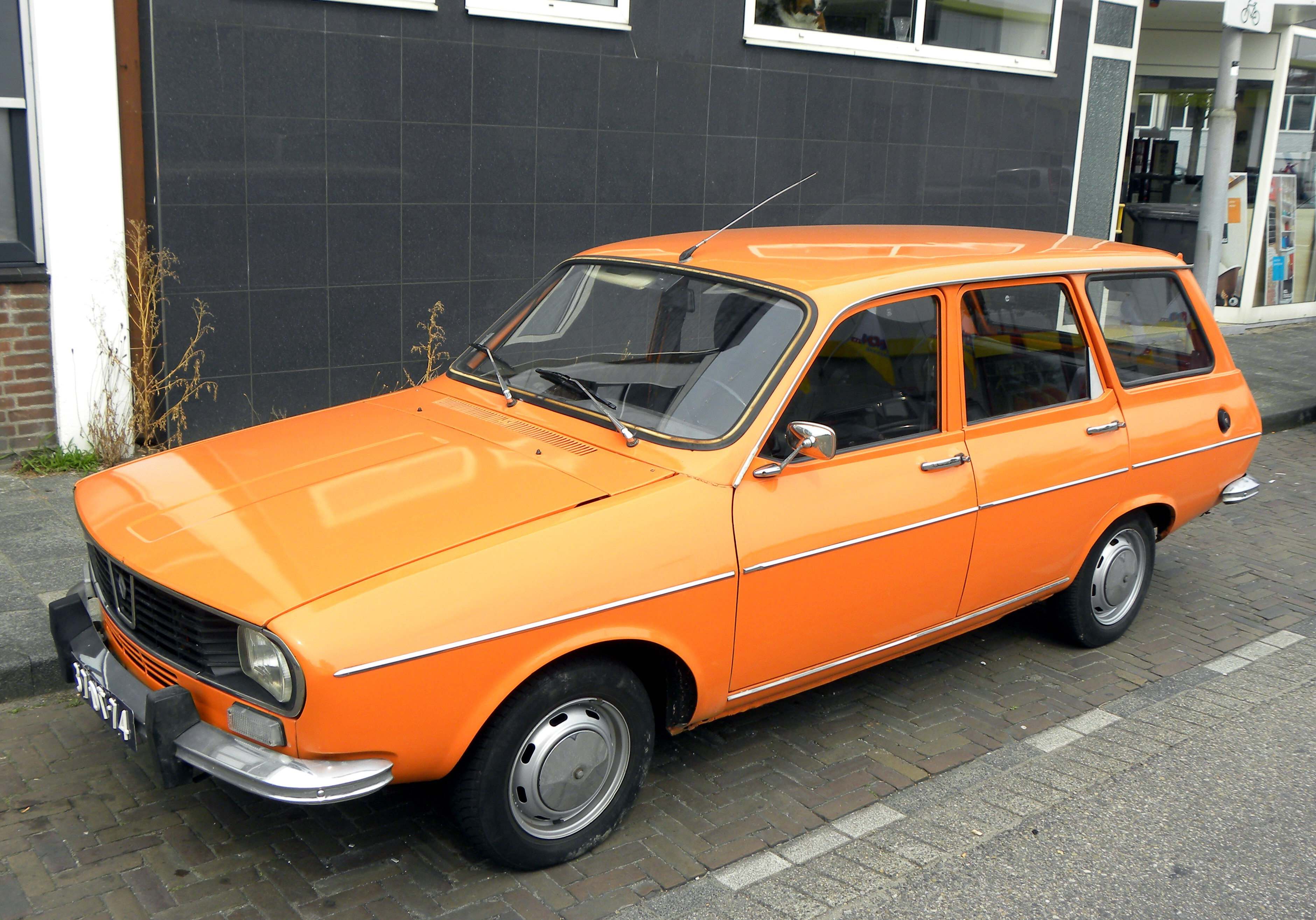
Универсал Renault 12

Для тех, кого не устраивали ограничения объема загрузки, выпустили версию с кузовом универсал, вскоре после седана. Этот просторный автомобиль имел увеличенную общую длину и багажное отделение ёмкостью от 430 до 1650 литров. Заднее сиденье полностью складывалось, образуя грузовой отсек длиной 1,65 метра, при этом полезная нагрузка составляла 435 кг.
Кузову универсала нельзя отказать в элегантности, даже несмотря на то, что исчезла его стреловидная форма. Большие окна обеспечивали отличный обзор во всех направлениях. Модель казалась чем-то большим, чем чисто утилитарная версия существующей четырехдверки. Этот автомобиль предвосхитил более позднюю тенденцию к роскошным универсалам, особенно в появившейся в 1975 году версии TS с двигателем повышенной мощности, автоматической коробкой передач и значительно расширенным набор стандартного оборудования.
Универсал идеально подходил для переоборудования в фургон, так что вскоре автомобиль с таким типом кузова появился в гамме. Казалось бы, чего проще: заделать проёмы окон сзади и назвать получившуюся машину «фургоном». Но на Рено не искали лёгких путей: новый автомобиль получил другой кузов. Две задние двери были убраны, а вместо них появились большие боковые поверхности, на которых предприниматели могли размещать свою рекламу. Фургон появился после обновления всей серии, поэтому имел более высокий передний бампер, новые фары и встроенные в бампер ходовые огни и указатели поворота. Он также отличался стандартными 13-дюймовыми колесами без колпаков, светло-серыми зеркалами и не имел хромированных накладок.

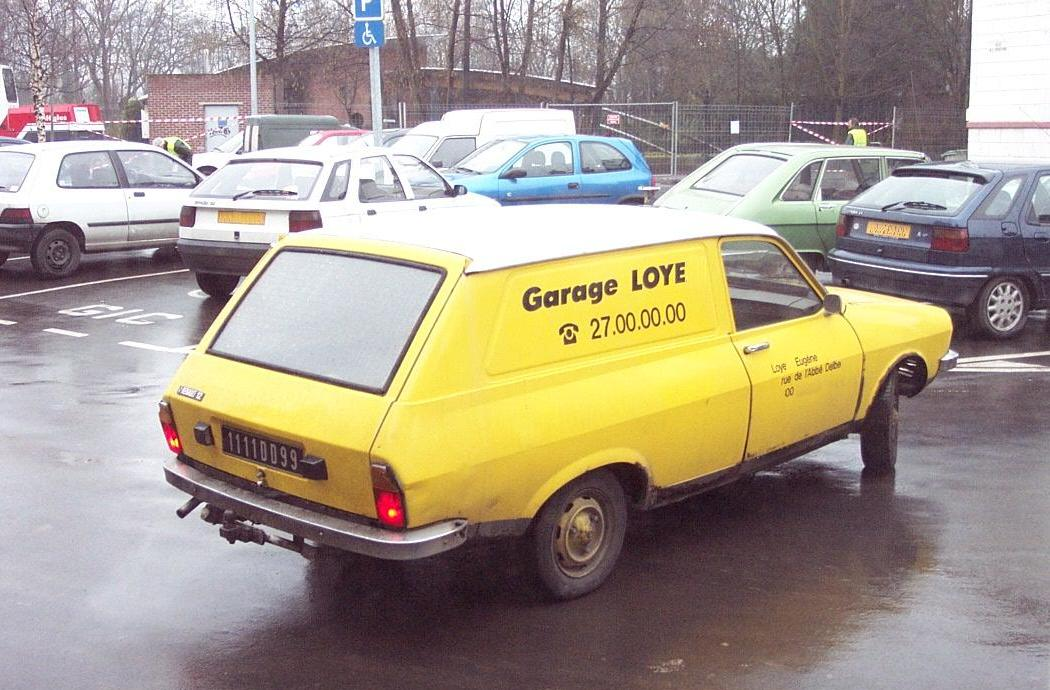
Фургон Renault 12

Что более важно для этого типа автомобиля, так это объем загрузки, и 1700 литров были приличной величиной. Грузоподъемность фургона составляла 430 кг, а размеры пола 1,75 х 1,29 метра. Еще одним преимуществом являлась скромная погрузочная высота, всего 51 см.
Обновление всего модельного ряда Renault 12 (Phase II) произошло летом 1975 года. В то время, как седан был оснащен другими задними фонарями и новыми вентиляционными решетками на задних стойках, задняя часть универсала и фургона осталась практически нетронутой. Исчезли только «клыки» бампера, которые были заменены двумя горизонтально расположенными накладками. Спереди отличия были заметнее. У всей серии была совершенно новая передняя часть с фарами, заключенными в серебристо-серую рамку, как и решетка радиатора. Бампер поставили выше, в него интегрировали поворотники и ходовые огни.
Интерьер характеризовался, прежде всего, полностью переработанной приборной панелью. Там в глаза бросалась большая группа из трех приборов, вместо отдельных круглых циферблатов ранее. Рулевое колесо с четырьмя спицами больше не имело гармошки в центре, вместо неё появилась трапециевидная подушка с логотипом компании. Передняя панель теперь имела черную пластиковую отделку, рассечённую панелью металлического цвета посередине. Были восстановлены знакомые ползунки отопления и вентиляции, а также различные переключатели.

## Ходовая часть

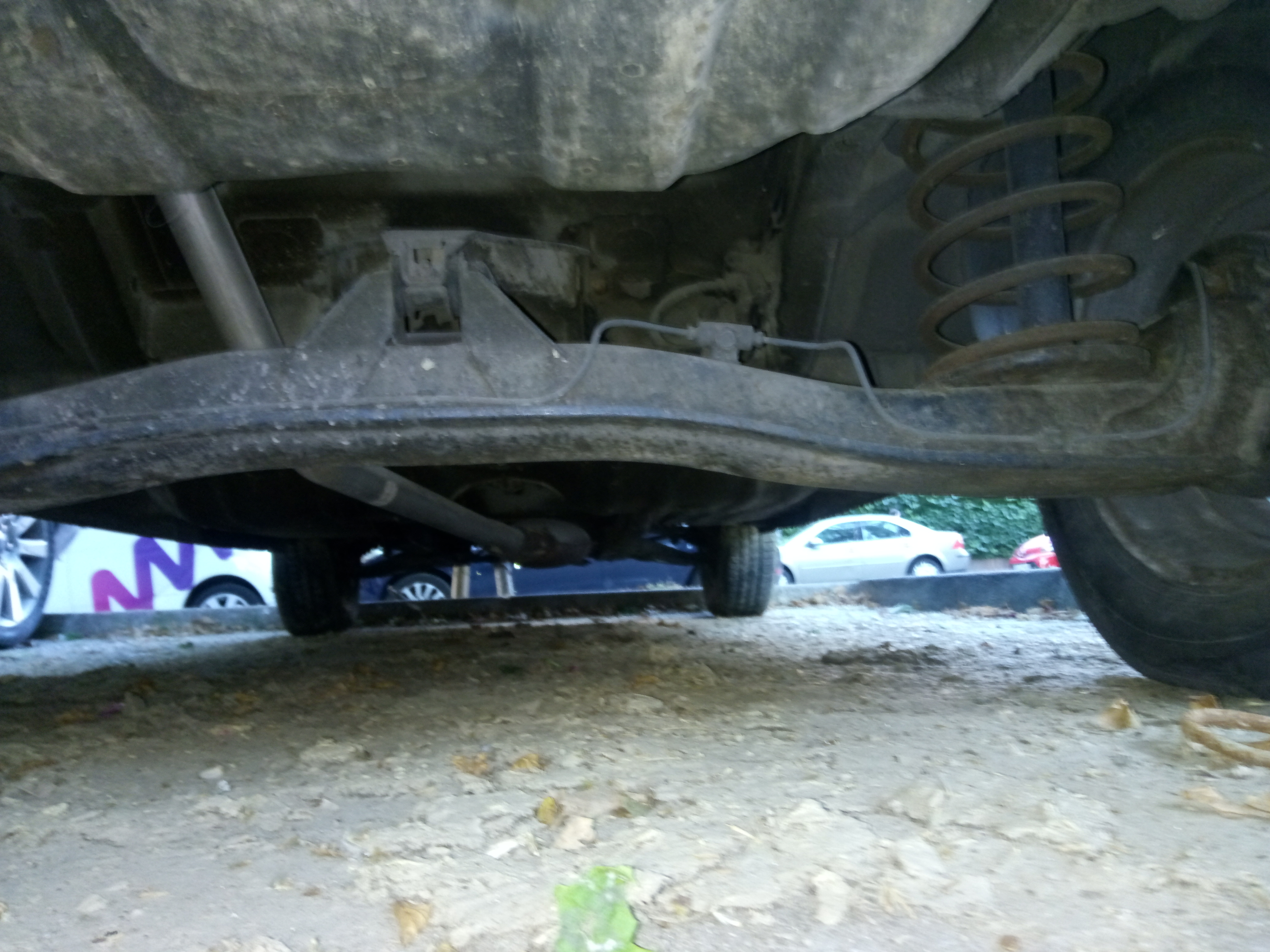
Задняя подвеска Renault 12

В отличие от предыдущих моделей компании, на Renault 12 использовалась пружинная подвеска.
Спереди применялась независимая подвеска на штампованных двойных поперечных рычагах. Пружинные стойки опирались на верхние рычаги.
Задняя подвеска была более интересной конструкции. Штампованная поперечная балка связывала оси задних колёс. Балка крепилась к кузову с помощью продольных рычагов по краям и центрального треугольного (А-образного) рычага, призванного сопротивляться боковым нагрузкам, по центру. Рядом с каждым колесом была установлена цилиндрическая пружина внутри которой находился гидравлический амортизатор двустороннего действия.
Рулевое управление было реечного типа. Рулевой вал с карданным шарниром, рулевая колонка безопасная, складывающиеся при ударе.
В тормозной системе с гидроприводом спереди применялись дисковый, сзади — барабанные тормоза. В приводе задних тормозов использовался регулятор тормозных сил, реагирующий на изменение нагрузки на заднюю ось. На более дорогих версиях автомобиля мог быть установлен усилитель тормозов.

## Производство и продажи

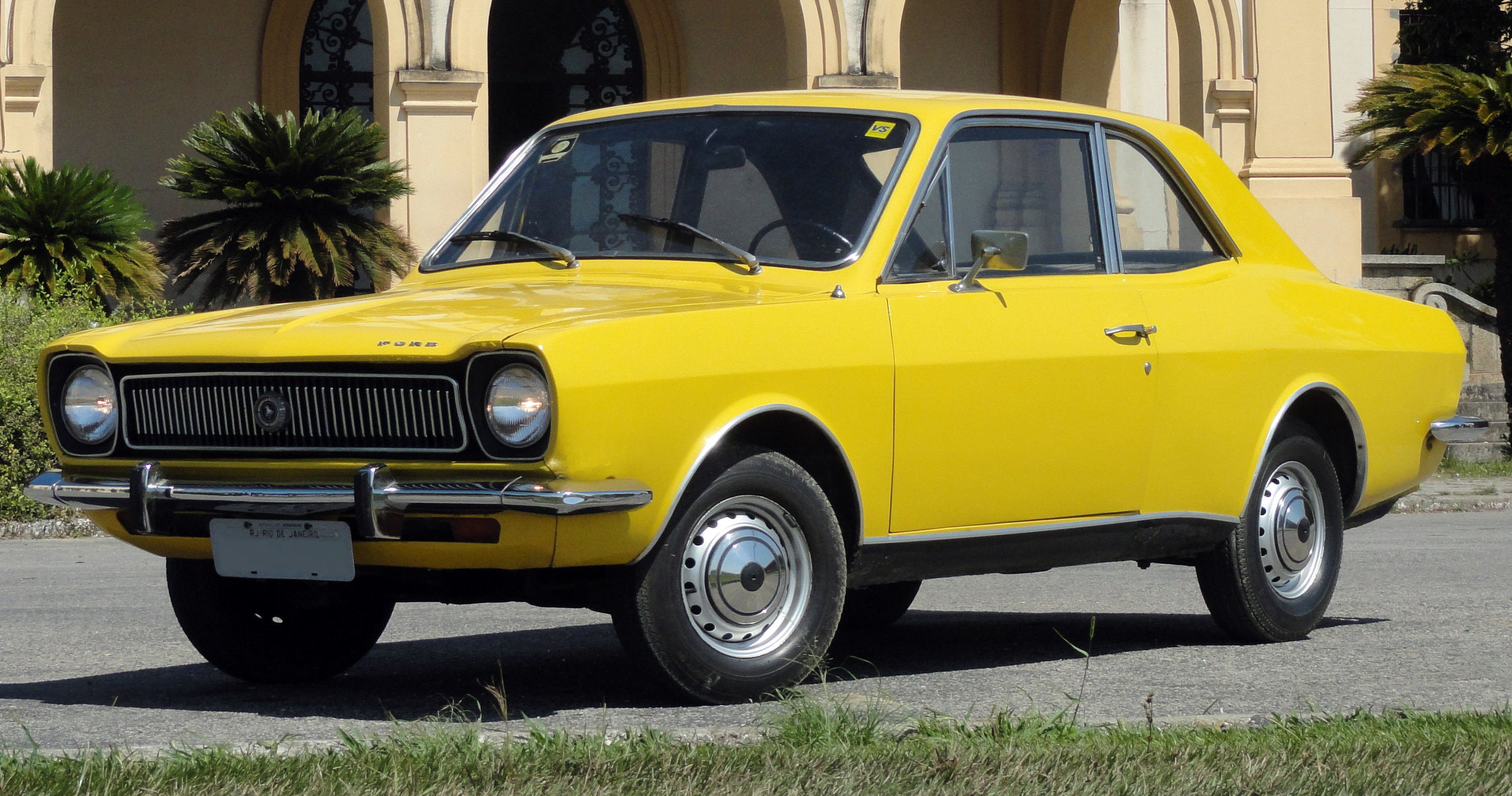
Бразильский Ford Corsel, изготовленный на технической базе Renault 12

В Бразилии подготовка к выпуску Renault 12 велась на местном предприятии Willys Overland do Brasil. После того, как завод был перекуплен Ford, там было организовано производство автомобиля Ford Corcel, базирующегося на французских компонентах.
Производство Renault 12 под маркой Dacia 1300 началось в Румынии в 1969 году. Помимо седана, выпускались универсал фургон и даже пикап. Автомобили неоднократно модернизировались под местные нужды. Производство седанов и универсалов завершилось в 2004 году, а пикапы выпускались вплоть до 2006-го.
IKA, местный партнер Renault, производил 12-ю модель в Аргентине с 1970 по 1994 год. В 1976 году под капот был установлен двигатель объемом 1,4 литра, а в 1992 году его увеличили до 1600 см³. В конце 1970-х выпускались даже модели с кондиционером. Но самой интересной версией был Renault 12 Alpine с турбодвигателем от модели Renault 5 Alpine, который также производился на месте. С 110 л.с. он блистал на местных спортивных трассах.
В 1971 году совместное французско-турецкое предприятие Oyak-Renault начало производство Renault 12. Почти идентичный французской версии, автомобиль был полностью переработан в 1989 году, чтобы стать Renault Toros с 1,4-литровым двигателем. В таком виде он продавался до 2000 года.
Renault 12 также производились в Испании на заводе FASA-Renault. Машина была похожа на французскую за исключением фар: оригинальные были заменены на сдвоенную прямоугольную оптику.
Австралийские Renault 12 были идентичны не французским, а английским, так как руль у них был с правой стороны. Автомобили собирались в пригороде Мельбурна из готовых машинокомплектов CKD, но некоторые детали и узлы были локального производства. Местный Renault 12 выиграл в стране-континенте премию Автомобиль года в 1970-м. В 1976 году двигатель объемом 1289 см³ был заменен на 1,4-литровый мотор Renault, а в 1978 году модель стала называться Renault Virage и отличалась от оригинала круглыми фарам. Производство завершилось в 1980 году.
В Новой Зеландии Renault 12 не просто собирали из машинокомплектов, а примерно 50% материалов закупалось на месте. Производство было ограничено только седаном и универсалом.
Renault 12 был доступен на канадском рынке, SOMA производил автомобили на месте с 1973 года. На этот раз автомобиль был действительно адаптирован для местного рынка, поскольку под капотом помещается только большой двигатель. Однако вскоре было обнаружено, что дешевле импортировать автомобили, чем производить их на месте. Из всех выпущенных на месте автомобилей наиболее интересной была, выпущенная ограниченным тиражом версия Nordic, распространяемая также и на скандинавском рынке, которую легко узнать по деревянным панелям на кузове.
Для полноты картины следует отметить сборку Renault 12 в Колумбии, Южной Африке, Кот-д'Ивуар, Ирландии, на Мадагаскаре, в Марокко и Португалии.
За все годы было изготовлено 4 090 652 Renault 12 во Франции. На Dacia всего сделано 1 959 730 автомобилей. Кроме того, в Бразилии было выпущено ещё 1,4 млн единиц Ford Corcel первого поколения плюс вторая его версия, которая хотя и имела совершенно новый кузов, по-прежнему базировалась на хорошо известном шасси и использовала лицензионную увеличенную версию французского двигателя. Когда с завода в Турецкой Бурсе сошёл последний Toros, с 1971 года было выпущено более 700 000 автомобилей Renault 12. В Аргентине за 24 года было изготовлено примерно 440 тысяч автомобилей.

## Спорт

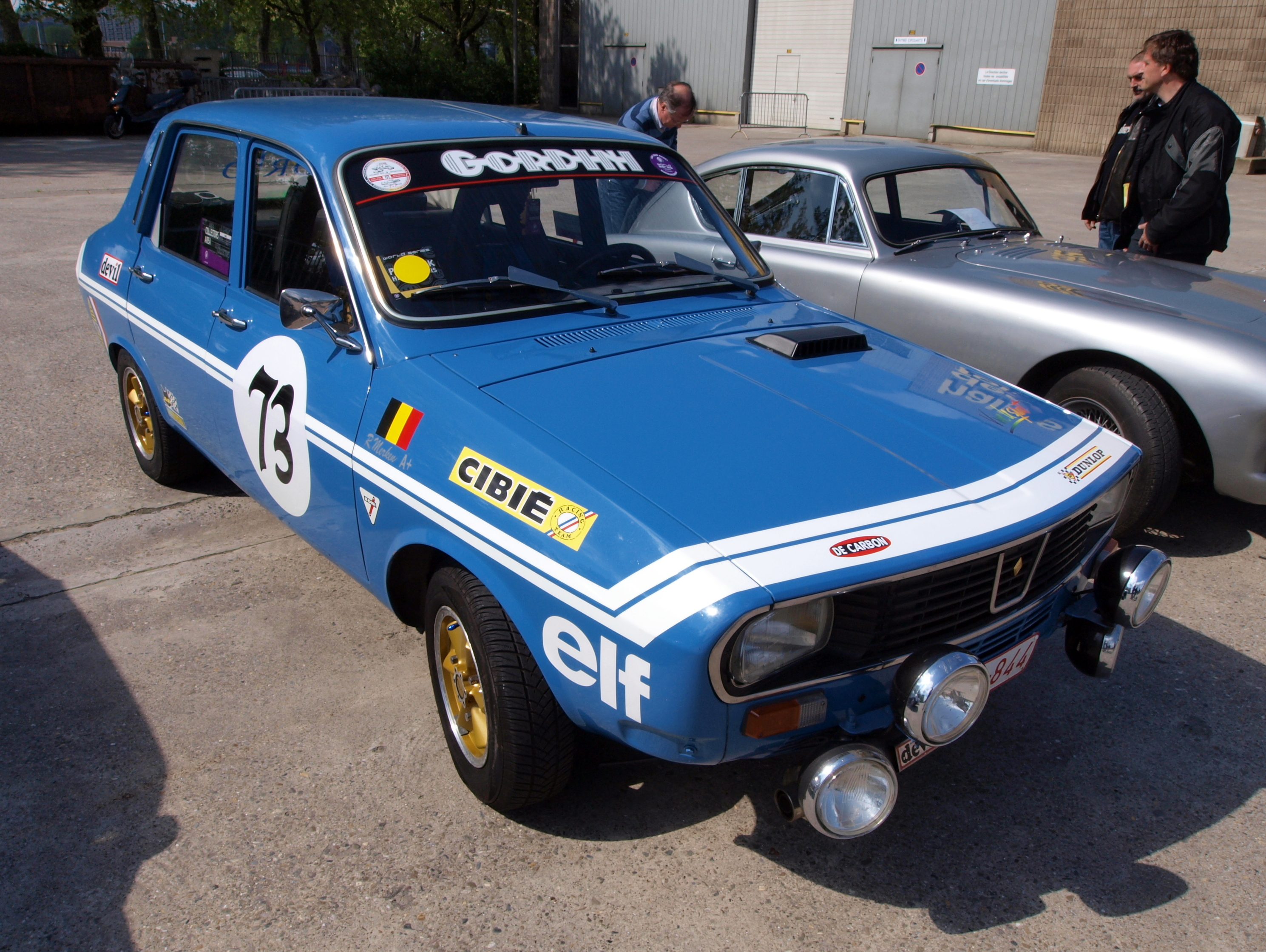
Renault 12 Gordini

19 июля 1970 года компания Renault организовала «День G», пригласив владельцев Dauphine и R8 Gordini на трассу в Ле-Кастелле. Мероприятие, на котором присутствовал сам Амеди Гордини (англ. Amédée Gordini), завершилось презентацией нового Renault 12 Gordini.
Поскольку R12 Gordini был разработан для соревнований, его пришлось максимально упростить. Бамперы были сняты, передние сиденья были из труб с натянутой на них резинкой, обшитой тканью, а заднее сиденье на самом деле представляло собой простые блоки из пенопласта, покрытые чёрным листом пластика.
Renault 12 Gordini стал первым выступившим на соревнованиях переднеприводным автомобилем с таким высоким уровнем мощности. Его 4-цилиндровый двигатель объемом 1565 куб.см, созданный на базе двигателя Renault 16 TS, развивает мощность 113 л.с. Автомобиль комплектовался передними вентилируемыми дисковыми тормозами и его максимальная скорость достигала 185 км/ч.
Новый автомобиль был принят с огромным энтузиазмом. Правда, водителям пришлось заново учиться искусству управления на переднем приводе… и быстро стало понятно, что новой модели будет трудно затмить своего резвого предшественника. Привод на переднюю ось не позволял реализовывать всю мощность двигателя. Автомобиль был тяжелее и больше и, следовательно, не таким быстрым. К тому же, он расходовал очень много бензина. Всё это быстро отразились на цифрах продаж. После достойного старта (в 1971 году было продано 2225 единиц) продажи Gordini 12 начали и продолжали падать. Производство было остановлено в 1974 году после выпуска 5188 единиц.